# Curfew
Curfew (dt. Übersetzung Ausgangssperre) ist ein US-amerikanischer Kurzfilm aus dem Jahr 2012, der bei der Oscarverleihung 2013 mit einem Oscar in der Kategorie Bester Kurzfilm ausgezeichnet wurde. Das Drehbuch zum Film verfasste Shawn Christensen, der neben der Regie auch für den Schnitt verantwortlich war und in der Hauptrolle neben Fátima Ptacek zu sehen ist. 2014 erschien mit Before I Disappear eine Spielfilmadaption des Kurzfilms.

## Handlung
Richie sitzt in seiner Badewanne und hat sich, um Suizid zu begehen, den Unterarm mit einer Rasierklinge aufgeschnitten. Doch er erhält einen Anruf von seiner älteren Schwester Maggie, die ihn darum bittet, für ein paar Stunden auf seine elfjährige Nichte Sophia aufzupassen. Er willigt ein und verbindet sich den Arm, bevor er losgeht. In der Lobby vom Wohnhaus der Schwester trifft er auf seine Nichte, gemeinsam machen sie sich auf den Weg zur Bowlingbahn. Zunächst ist Sophia gegenüber ihrem Onkel abweisend, doch mit der Zeit verstehen sich die beiden miteinander besser. Nach dem Bowling bringt Richie seine Nichte wieder zu ihrer Mutter. Dort angekommen wird deutlich, dass Maggie ihrem Bruder Kontaktverbot erteilt hatte, weil er seine Nichte, zugedröhnt von Drogen, fallen ließ. Richie begibt sich nach Hause, um sich das Leben zu nehmen. In der Badewanne angekommen, ertönt wieder das Telefon und seine Schwester schlägt ihm vor, sie beide in den nächsten Tagen zu besuchen, da sie ihm verziehen habe. Dem stimmt Richie lächelnd zu.

## Hintergrund
Shawn Christensen sah seine Hauptdarstellerin Fátima Ptacek in einer Morgenshow und traf sich daraufhin eine Woche später mit ihr. Christensen hatte erst vor, einen Regisseur für sein Drehbuch zu finden. Da er keinen bis zum Jahr 2011 gefunden hatte, entschloss er sich dann selbst Regie zu führen.
Unter dem Titel Before I Disappear entwickelte Christensen eine Spielfilmadaption des Kurzfilms. Der Film hatte 2014 auf dem South by Southwest seine Premiere und gewann dort den Publikumspreis.

## Auszeichnungen
- 2013: Oscar in der Kategorie Bester Kurzfilm